# ماکسیم پریدون
ماکسیم پریدون (اوکراینی: Максим Олександрович Прядун؛ زادهٔ ۱۷ فوریهٔ ۱۹۹۷) بازیکن فوتبال اهل اوکراین است.